# Ракитинка (Пушкинское сельское поселение)
Ракитинка — деревня в Омском районе Омской области России. Входит в состав Пушкинского сельского поселения.

## История
Основана в 1922 году. В 1928 г. выселок Ракитинка состоял из 27 хозяйств, основное население — русские. В составе Давыдовского сельсовета Бородинского района Омского округа Сибирского края.

## География
Ракитинка находится на юге центральной части региона.

## Население
| 2006 | 2010 |
| ---- | ---- |
| 134  | ↘125 |

Гендерный состав
По данным Всероссийской переписи населения 2010 года в гендерной структуре населения из 125 человек мужчин — 59, женщин — 66	(47,2 и 52,8 % соответственно)
Национальный состав
В 1928 г. основное население — русские.
Согласно результатам переписи 2002 года, в национальной структуре населения русские составляли 75 % от общей численности населения в 120 чел..

## Инфраструктура
Личное подсобное хозяйство.

## Транспорт
Просёлочные дороги.